# Sh2-81
Sh2-81 è una nebulosa a emissione visibile nella costellazione dell'Aquila.
Si trova nella parte nordorientale della costellazione, circa 3° a nordest della brillante stella Altair (α Aquilae), sul bordo orientale della scia luminosa della Via Lattea. Si tratta di un oggetto di debole luminosità, difficile da individuare anche con l'ausilio di filtri. Il periodo più indicato per la sua osservazione nel cielo serale va da luglio a novembre.
Sh2-81 è una debolissima regione H II situata ad una latitudine galattica estremamente elevata; la posizione è sul bordo interno del Braccio di Orione, a circa 2000 parsec (6520 anni luce) di distanza dal sistema solare, una distanza per altro simile a quella della regione di Vulpecula OB1, dalla quale dista poche centinaia di parsec.
Quasi sulla stessa linea di vista, ma a una distanza tre volte maggiore, si trova V1408 Aquilae, una stella binaria a raggi X di piccola massa che includerebbe un buco nero.